# Ferdinand Dubois de Fosseux
Ferdinand-Marie-Antoine Du Bois de Hoves, seigneur de Fosseux, né le 14 décembre 1742 dans la paroisse Sainte-Croix à Arras et mort à Paris le 28 décembre 1817, est un homme politique français.

## Biographie
Après de solides études au collège des Jésuites de cette ville, il sert pendant six ans à Versailles comme écuyer du roi. A la cour il approche les puissants mais surtout partage avec Beaumarchais sa passion pour le théâtre et la littérature. Il lit énormément et découvre Voltaire, Diderot, Rousseau, au contact de jeunes officiers en garnison à Arras. A cette étape de formation, succède bientôt celle du gentilhomme campagnard exploitant son domaine de 250 hectares, « instituteur » de ses six enfants. Seigneur de Fosseux, il veille aussi aux intérêts de la communauté villageoise qui lui confie le soin de rédiger le cahier de doléances. Dubois de Fosseux surtout après 1778 participe régulièrement aux séances de la Société littéraire d’Arras, devenue en 1773 Académie royale. Élu en 1785 secrétaire perpétuel, il compense par son dynamisme novateur la torpeur de ses collègues académiciens. A la tête d’un véritable bureau de correspondance, son « épistolomanie » tisse en quelques années un réseau d’informations venant de 1 200 correspondants répartis dans tout le royaume. Il n’en néglige pas pour autant ses fonctions d’échevin d’Arras qu’il occupe depuis 1786. Son hôtel de la rue du Marché-au-filé, actuelle Cour régionale des comptes, était devenu un des hauts lieux de la vie littéraire et mondaine arrageoise mais aussi une occasion de rencontre de la noblesse libérale et de « la bourgeoisie des talents ».
Dubois de Fosseux joue un rôle majeur dans la première phase révolutionnaire. Il est l'un des principaux rédacteurs du cahier du Tiers-état de la ville d'Arras mais aussi de celui de la Noblesse d'Artois. Premier maire d'Arras, élu le 25 janvier 1790 par 557 voix sur 765 citoyens actifs votants, il conduit à Paris une délégation et propose à la Constituante l’organisation d’une Fête de la Fédération qui sera célébrée le 3 juin sur la Grand’place d’Arras puis le 6 juin sur le Champ-de-Mars de Lille. L’assemblée générale des électeurs du Pas-de-Calais, réunie à Aire-sur-la-Lys du 30 juin au 10 juillet 1790 l’élit à la présidence du Directoire départemental qui s'installe dans les locaux des anciens Etats d’Artois (actuel palais de justice d’Arras). Le nouveau président rédige et fait envoyer, le 1er septembre 1790 dans toutes les communes du Pas-de-Calais, un questionnaire de 60 questions dont les réponses allaient constituer pour les historiens une source exceptionnelle.
L'année 1792 vient perturber son habile gestion de la Révolution libérale en province. Après sa condamnation des violences verbales endurées par le roi le 20 juin aux Tuileries, devenu suspect, il préfère prudemment approuver la journée du 10 août, la chute du roi, la République. Il doit néanmoins, sous la menace des représentants en mission envoyés par la Convention, démissionner de la présidence du département le 20 octobre. Réélu à ce poste en décembre 1792, puis à la mairie d’Arras en janvier 1794, il est emprisonné dès février, victime de l’arrêté des représentants en mission Saint-Just et Lebon contre les ci-devant nobles. Détenu avec sa famille à l’Hôtel-Dieu, Thermidor lui sauve la vie mais, comme mille autres prisonniers, le comité de surveillance ne le libère que le 31 octobre 1794. Il quitte alors Arras pour Paris, où l’appelle son fidèle ami Lazare Carnot, devenu en 1795 l’un des Directeurs les plus influents du Directoire. Dubois de Fosseux va occuper un poste au ministère de la guerre qu’il conserve jusqu’à la disgrâce de son protecteur en 1807.

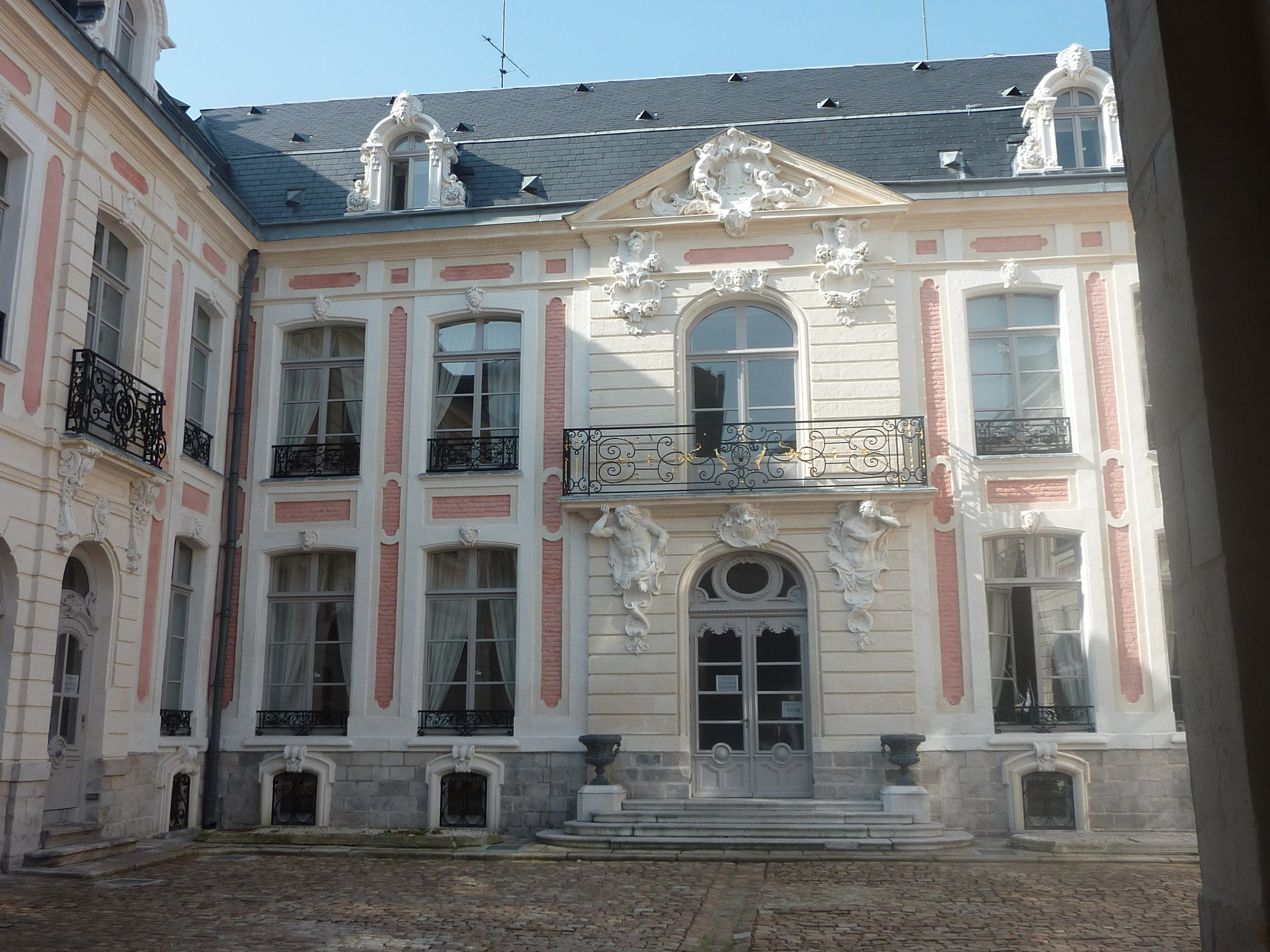
Hôtel Dubois de Fosseux à Arras

Il a vendu en 1802 son hôtel arrageois à Jean-Marie Harlé, receveur général des finances du Pas-de-Calais, pour la somme de 30 000 francs mais il conserve le château familial de Fosseux. Son ami Jacques-Louis-Nicolas Vaillant, ancien garde des Sceaux du Conseil d'Artois, membre de la Constituante puis du Conseil des Anciens, nommé maire d’Arras de 1804 à sa mort en 1813, entretient avec Dubois de Fosseux une longue correspondance qui le renseigne sur tous les potins de la vie politique et mondaine artésienne sous le Consulat et l'Empire.
En 1817 lorsque l’Académie d’Arras est rétablie, son âge l’empêche d’être présent. Sans avoir revu Arras depuis son départ en 1795, il meurt à Paris le 28 décembre 1817.